# 大王爺廟 (翠屏邨)

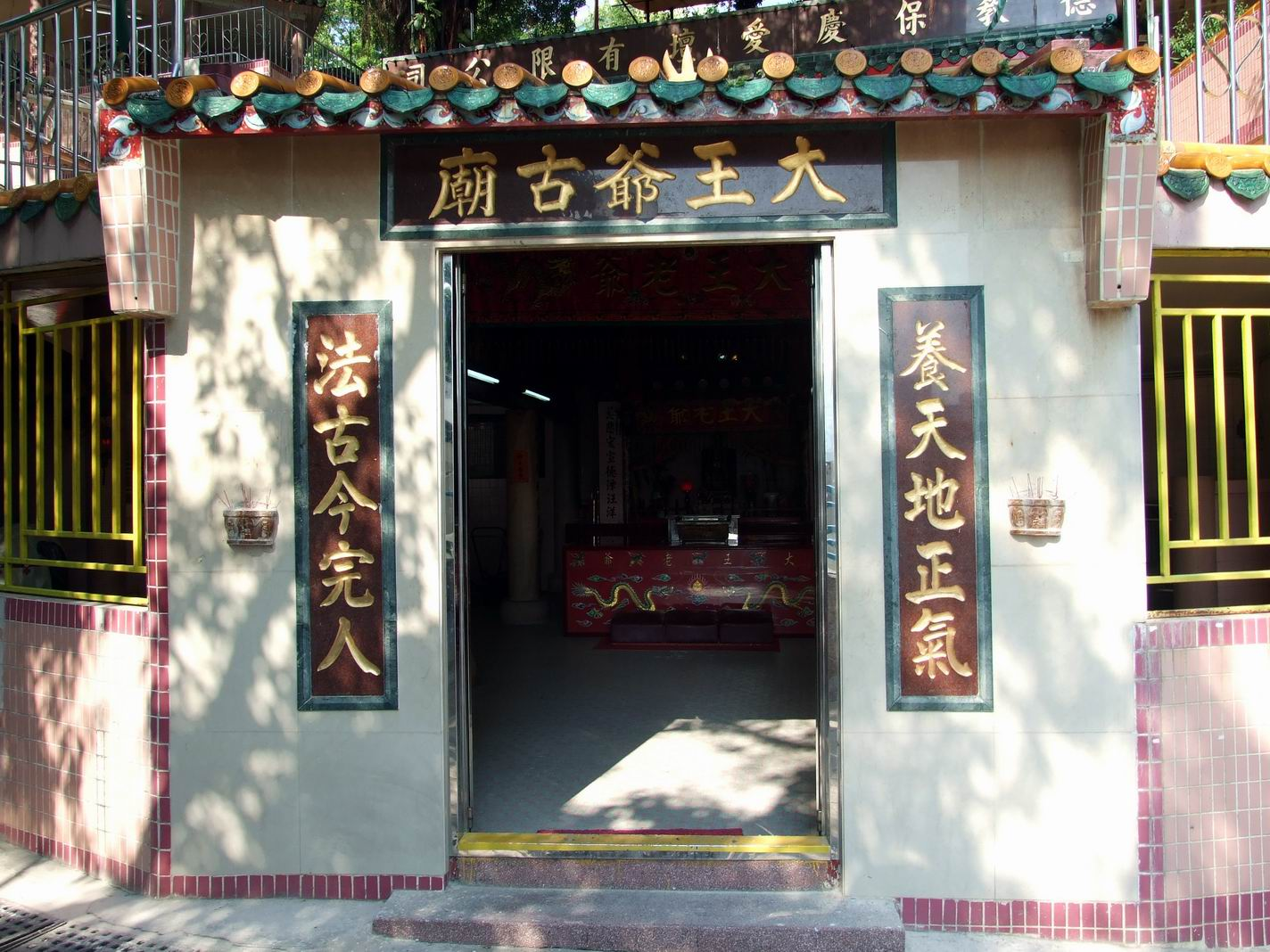
翠屏邨大王爺廟入口處

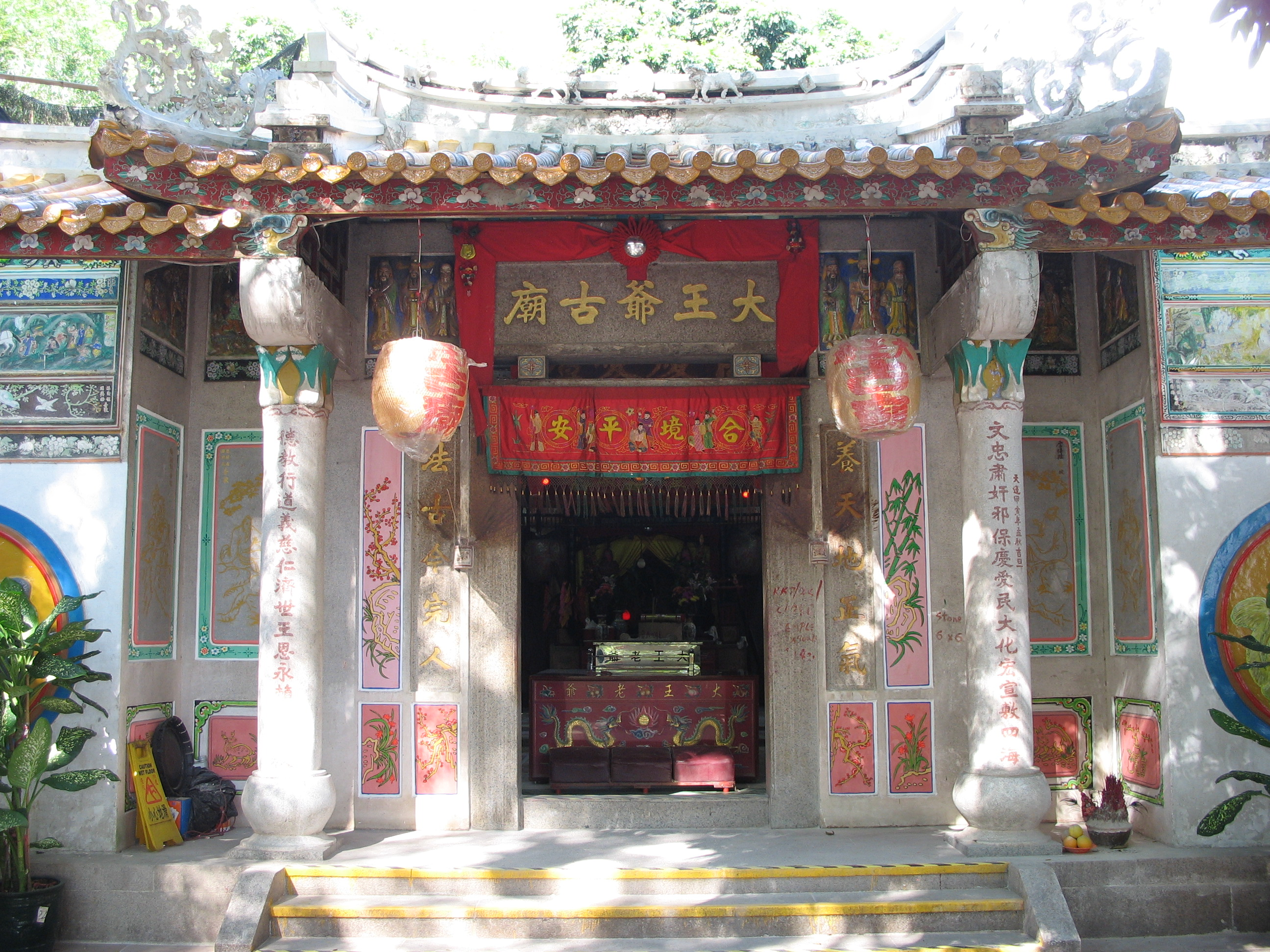
位於山坡上的大王爺廟

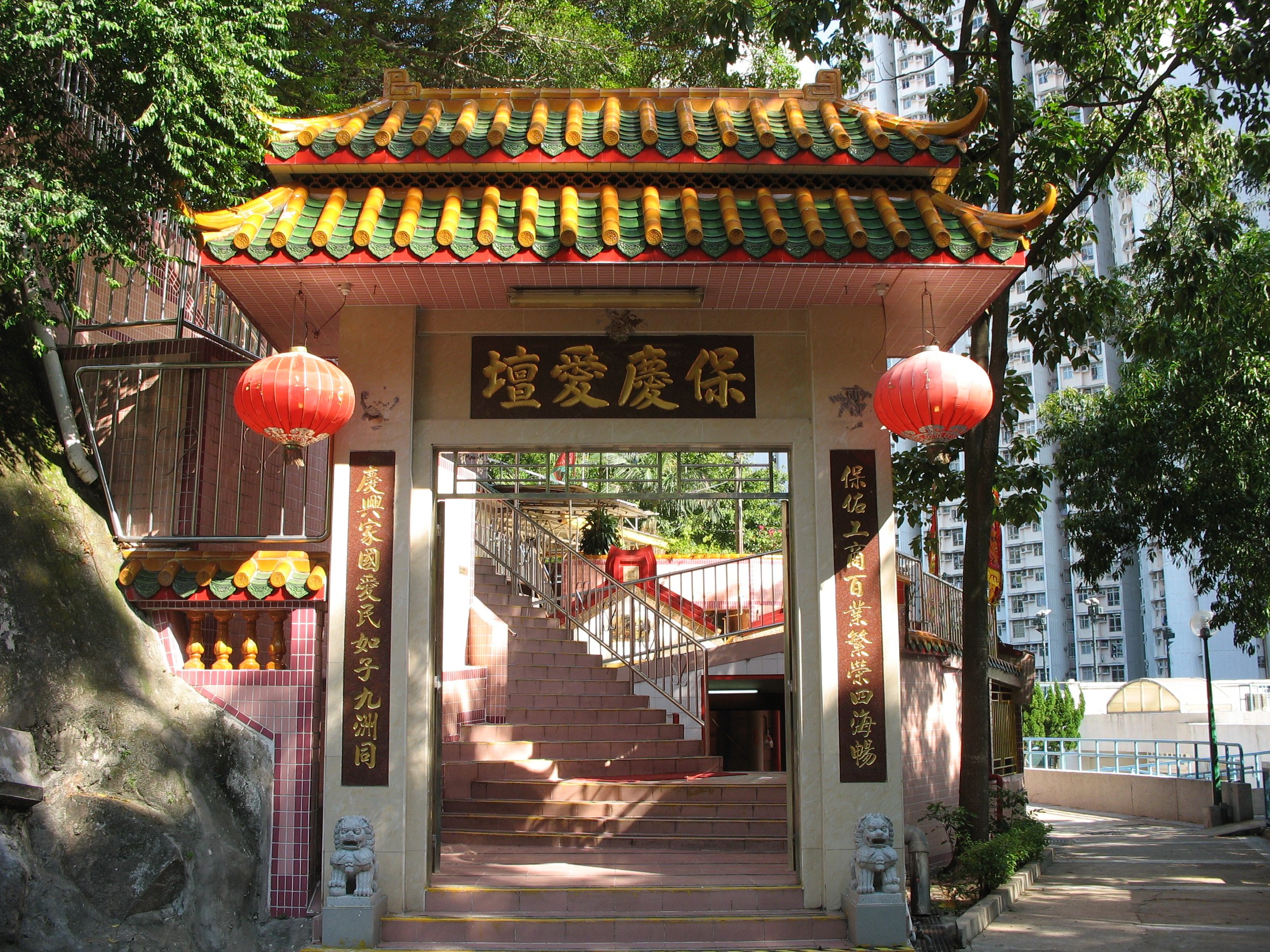
廟旁的保慶愛壇

官塘大王爺廟是香港的一家廟宇，位於九龍半島觀塘翠屏南邨天主教佑華小學後山上。門額上書「大王爺古廟」，兩旁有對聯：「養天地正氣；法古今完人」。

## 起源
一名李姓將軍於宋末隨宋帝昺及宋帝昰逃避元軍南下，隨身攜帶其祖宗李文忠公（為唐朝的忠臣）的神主牌南下。其後被元兵擊潰，遂將祖宗神主牌安置在「老虎岩」（即今樂富）。傳說自此李文忠公經常顯靈，並且救治老虎岩一帶村民的疾病，於是立廟以作供奉，善信亦越來越多。

## 位置變遷
大王爺廟原位於橫頭磡山中（大約現今宏順樓位置），1960年因平整土地興建橫頭磡徒置區被迫拆卸，遷到觀塘雞寮（翠屏邨）的善信要求政府給予土地重建。最終新的大王爺廟在1963年獲香港政府撥地在現址建成，由私人公司「德教保慶愛壇有限公司」負責管理。

## 外部連結
- 觀塘區文物徑簡介（页面存档备份，存于）
- 吃喝玩樂在觀塘：名勝古蹟遊